# Cemal Reşit Rey
Cemal Reşit Rey   (Jerusalem, 25 d'octubre de 1904 - Istanbul, 7 d'octubre de 1985) fou un compositor, pianista, i director d'orquestra turc.
Va ser conegut per una sèrie d'autèntiques i populars operetes en idioma turc per les quals el seu germà Ekrem Reşit Rey (1900–1959) va escriure els llibrets.
Va néixer a Jerusalem en temps otomans i va morir a Istanbul. Va ser un dels cinc pioners de la música clàssica occidental a Turquia coneguda com "The Turkish Five" a la primera meitat del segle xx. Entre els estudiants destacats hi ha Necil Kazım Akses i, Yüksel Koptagel, un compositor i pianista turc.